# Georges Buis
Pour les articles homonymes, voir Buis (homonymie).
Le général Georges Buis, né le 24 février 1912 à Saïgon et décédé le 12 juin 1998 à Paris, est un militaire et résistant français, Compagnon de la Libération.

## Carrière militaire et états de service
Né à Saïgon en Indochine, Georges Buis est entré à Saint-Cyr en 1932.
En octobre 1936 il rejoint Maubeuge et le 509e Régiment de Chars de Combat.
Officier de l'arme blindée, il sert au 63e Bataillon de chars de combat stationné au Liban lorsqu'il prend connaissance, en 1940, de l'appel du général de Gaulle. À Beyrouth, avec le lieutenant Pierre Blanchet, il crée alors un journal clandestin de résistance puis s'évade du Liban pour s'engager, en avril 1941, dans les Forces françaises libres à Jérusalem. Il se bat en Syrie et intègre ensuite le cabinet militaire du général Catroux. Il obtient son retour dans une unité active lors de la création de la 2e DB avec laquelle il participe, à la tête de la 1re compagnie du 501e RCC, à la campagne de France. Muté ensuite au quartier général, c'est lui qui entre secrètement le premier, avec le colonel Paul Repiton-Préneuf, dans le « Nid d'aigle » d'Hitler à Berchtesgaden.
Passé dans l'arme blindée et cavalerie, il est envoyé en Indochine avec le général Leclerc comme chef du 3e Bureau, il y est ensuite nommé directeur de la Sûreté fédérale à Saigon (1945-1946), puis au Maroc directeur de l'Information à Rabat (1947-1950) et attaché militaire en Iran et en Afghanistan (1951-1954).
Promu lieutenant-colonel en 1953, Georges Buis prend le commandement du 5e régiment de hussards (1956-1958), puis en Algérie française comme colonel du 8ème Rgt de Spahis Algériens, les secteurs de Hodna et de Bougie (1958-1961). Il recevra la visite du général de Gaulle durant cette période grâce au travail de pacification de la frontière algéro-tunisienne de l'escadron du capitaine vicomte Bruno du Jeu. Il s'opposa à la torture. Ensuite, il dirige le cabinet militaire du haut-commissaire de la République en Algérie, Christian Fouchet, du mois de mars au mois de juillet 1962. À partir de 1963, nommé général de brigade, il commande  la 3e brigade blindée (1963-1965) puis, en Allemagne de l'Ouest, la 1re division à Trèves et la Zone nord FFA (1966-1968).
Promu général de division, il dirigera les études du Centre des hautes études militaires (CHEM), en 1968 et 1969, en théoricien de la stratégie de dissuasion et de l'arme nucléaire. Jusqu'en 1972, il dirige ensuite l'Institut des hautes études de la défense nationale (IHEDN). Georges Buis est alors nommé directeur de la Fondation pour les études de la défense nationale, FEDN, jusqu'en 1977. 
Le général Buis est décédé le 12 juin 1998 à Paris.

### Pensée sur le Général de Gaulle
Georges Buis compare le colonel Louis Rossel  (l’un des rares officiers à avoir rejoint la Commune en 1870 pour continuer la lutte contre la Prusse) à De Gaulle. Pour lui le chef de la France Libre est un « Rossel qui a réussi ».

## Décorations
- Grand-croix de la Légion d'honneur
- Compagnon de la Libération par décret du 24 mars 1945
- Croix de guerre 1939-1945 (5 citations)
- Croix de la Valeur militaire (3 citations)
- Médaille de la Résistance française par décret du 5 juin 1946[6]
- Commandeur de l'ordre des Palmes académiques

## Œuvres
Il a écrit de nombreux ouvrages dont un roman, La Grotte, salué par les milieux littéraires, où il révèle l'emploi, par l'armée française, de gaz chimiques.
- 2e DB : La Campagne de France, avec Paul Repiton-Préneuf, Imprimerie nationale, réédité en 2003
- La Grotte, Juilliard, 1961 et  Le Seuil coll. Points, 1988
- La Barque, Grasset, 1968
- Les Fanfares perdues, Le Seuil, 1975 (entretiens avec Jean Lacouture)
- Un Amour à la légère, Le Seuil, 1988
- D'un silence l'autre, Régine Deforges, 1991

Il collabora aux hebdomadaires Le Point puis Le Nouvel Observateur comme conseiller pour les affaires militaires.